# Anomala richteri
Anomala richteri är en skalbaggsart som beskrevs av Ohaus 1911. Anomala richteri ingår i släktet Anomala och familjen Rutelidae. Inga underarter finns listade i Catalogue of Life.